# زنجیر محافظ کابل

انیمیشن حرکت زنجیر محافظ کابل

زنجیر محافظ کابل یا حامل کابل محفظه طراحی شده برای ایجاد انعطاف و حفاظت از کابل‌های برق یا شلنگ‌های
هیدرولیکی و پنوماتیکی است که بنابر شرکت سازنده با اسم‌های مختلفی نام برده می‌شود. این محفظه‌ها باعث کاهش تنش بر روی کابل‌های برق و شلنگ‌ها می‌شوند که این عمر موجب افزایش امنیت و جلوگیری از اشتباه در کارهای حساس می‌شود.
زنجیرهای محافظ کابل بعضاً قابلیت حرکت و چرخش‌های افقی و عمودی را دارند. علت اصلی استفاده از زنجیرهای محافظ کابل، افزایش طول عمر کابل‌ها و شلنگ‌های صنعتی است.